# Louis Leon Thurstone
Louis Leon Thurstone (Chicago, 29 maggio 1887 – Chapel Hill, 29 settembre 1955) è stato un ingegnere e psicologo statunitense, pioniere nel campo della psicometria e della psicofisica.
È diventato famoso nel mondo poiché per primo misurò gli atteggiamenti, avviando un intero filone di studi psicologici.
Verso la fine degli anni venti Thurstone, insieme a Chave condusse un'indagine sugli atteggiamenti verso la chiesa di studenti dell'università di Chicago. I risultati furono che gli studenti di teologia erano più favorevoli alla chiesa, al contrario quelli di scienze politiche erano contrari, e questi atteggiamenti non cambiavano avanzando nel corso degli studi. Per la prima volta venne usato un sistema preciso per conoscere e misurare gli atteggiamenti. Thurstone e Chave pubblicarono la monografia La misura dell'atteggiamento nel 1929. La tecnica usata per studiare e misurare gli atteggiamenti è tuttora nota come "Metodo di Thurstone" o "Metodo degli intervalli soggettivamente uguali".